# Vendula Žovincová
Vendula Žovincová (* 15. April 1997) ist eine ehemalige tschechische Tennisspielerin.

## Karriere
Žovincová begann im Alter von sieben Jahren das Tennisspielen und bevorzugte Hartplätze. Sie spielte bislang vor allem Turniere der ITF Women’s World Tennis Tour, wo sie ein Turnier im Einzel und drei im Doppel gewann.
In der Saison 2019 spielte sie für die MBB-Sportgemeinschaft Manching in der deutschen 2. Tennis-Bundesliga.
Žovincová bestritt nach einer Pause seit August 2018 ihr bislang letztes Profiturnier im November 2020 und wird seit Ende August 2019 nicht mehr in den Weltranglisten geführt.

## Turniersiege

### Einzel
| Nr. | Datum             | Turnier | Kategorie   | Belag | Finalgegnerin  | Ergebnis        |
| --- | ----------------- | ------- | ----------- | ----- | -------------- | --------------- |
| 1.  | 2. September 2018 | Říčany  | ITF $15.000 | Sand  | Julyette Steur | 6:3, 6:72, 7:60 |

### Doppel
| Nr. | Datum              | Turnier | Kategorie   | Belag | Partnerin        | Finalgegnerinnen                    | Ergebnis  |
| --- | ------------------ | ------- | ----------- | ----- | ---------------- | ----------------------------------- | --------- |
| 1.  | 13. September 2014 | Prag    | ITF $10.000 | Sand  | Jana Jablonovská | Lucie Procházková Kristyna Roučková | 6:0, 7:60 |
| 2.  | 18. Juni 2016      | Přerov  | ITF $10.000 | Sand  | Jana Jablonovská | Kristýna Hrabalová Nikola Tomanová  | 6:2, 7:64 |
| 3.  | 12. August 2017    | Arad    | ITF $15.000 | Sand  | Tamara Čurović   | Cristina Ene Bojana Marinković      | 6:1, 6:2  |